# 仁川沖海戦
仁川沖海戦（じんせんおきかいせん、インチョンおきかいせん）は日露戦争での日本海軍とロシア海軍との間の海戦。旅順港への奇襲と並行して行われ、日露戦争の口火を切った戦いとして知られる。

## 経過
日本は1904年2月4日の御前会議でロシアとの断交と開戦を決定し、2月6日にロシア側へ国交断交を通知した。これを受け、同日佐世保から連合艦隊が出撃し、旅順と仁川のロシア艦艇の撃滅に向かった。仁川のロシア艦艇攻撃には第四戦隊司令官瓜生外吉少将が率いる巡洋艦浪速(旗艦)、高千穂、明石、新高およびそれに臨時に加えられた装甲巡洋艦浅間と、第九艇隊および第十四艇隊の水雷艇8隻が当った。また、大連丸、小樽丸、平壌丸に乗った陸軍軍部隊約2,200名の仁川上陸援護もこの艦隊の任務であった。
仁川港にはロシアの防護巡洋艦「ヴァリャーグ」と航洋砲艦「コレーエツ」に加え、日本の防護巡洋艦「千代田」やイギリス軍艦タルボット、フランス軍艦パスカル、イタリア軍艦エルバ、アメリカ軍艦ウィックスバーグ、大韓帝国軍艦揚武、ロシア商船スンガリなどが停泊していた。千代田はロシアとの断交の知らせと出港せよとの通信を受けて2月7日夜に出港し、瓜生艦隊に合流した。
2月8日午後、仁川港に接近した瓜生艦隊は出港してきたコレーエツと遭遇、日本の水雷艇が魚雷3本を発射しコレーエツも発砲したが共に損害は無かった。これは日露戦争の全てにおける最初の戦闘であるが、先に攻撃したのがどちらであるかははっきりしていない。この後、日本軍は陸軍一個旅団を上陸させた。同日、瓜生少将は領事を通してヴァリャーグ艦長フセヴォロド・ルードネフ大佐に対し、2月9日正午までの出港を要求、出港しない場合は港内で攻撃することを通告した。また、各国船舶に対し、ロシア側に対し上記の通達をした旨、ロシア側が拒否した場合の湾内戦闘に巻き込まれないために、正午以降に各国船舶は湾外の避難を推奨すること、湾内での戦闘が行われる場合は各船舶の移動時間を考慮し、9日午後４時以降とすることを通達している。これらを受け、ロシア側は11時55分に抜錨し、ヴァリャーグ、コレーエツの順で港外へ向かった。
12時10分に浅間がロシア側の動きを発見し、12時20分に砲撃を開始した。続いて千代田、浪速、新高も砲撃を開始し、ロシア側の2艦も発砲した。ヴァリャーグは被弾により損害が増大し、浸水で傾斜し炎上しながら港内に引き返し、コレーエツもそれに続いた。コレーエツも1発被弾した。ロシア側では31名が戦死。一方、日本側の損害は皆無であった。だが、ソ連の海戦史などでは日本の巡洋艦2ないし3隻に大損害を与え、水雷艇1隻を沈めたとなっていたりする。
戦闘後、拿捕を防ぐため港内でコレーエツは爆破され、ヴァリャーグも自沈した。ヴァリャーグが爆破されなかったのはイギリス艦の艦長から他の艦艇に被害を及ぼす恐れがあるために爆破処理はしないように、と言われたためである。また、スンガリも自沈している。ヴァリャーグは後に引き上げられ宗谷として日本海軍へ編入され、第一次世界大戦中に再びロシア軍艦に戻っている。
自沈したロシア艦艇の乗員は、戦争中上海以北に来ないことと戦争に再度従事しないという条件でイギリスやフランス、イタリアの巡洋艦により上海以南へ送られ、そこからさらに別の船で本国へと帰還した。

## 写真

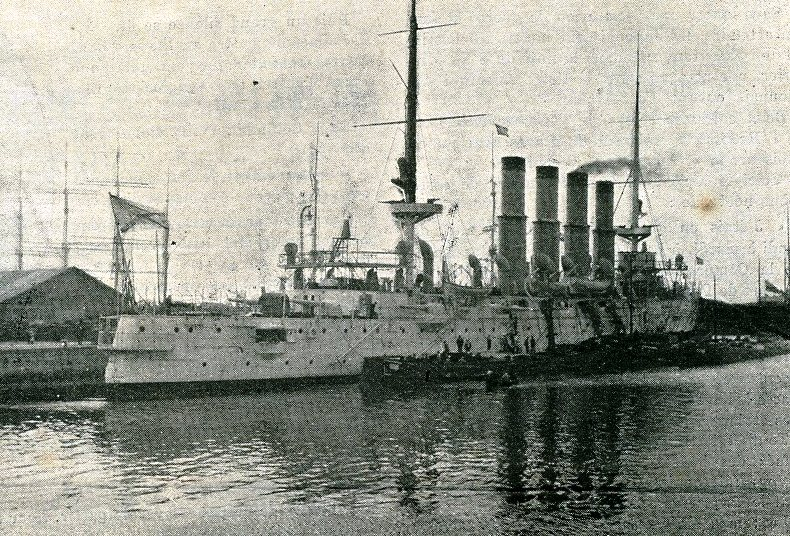
停泊中のヴァリャーグ
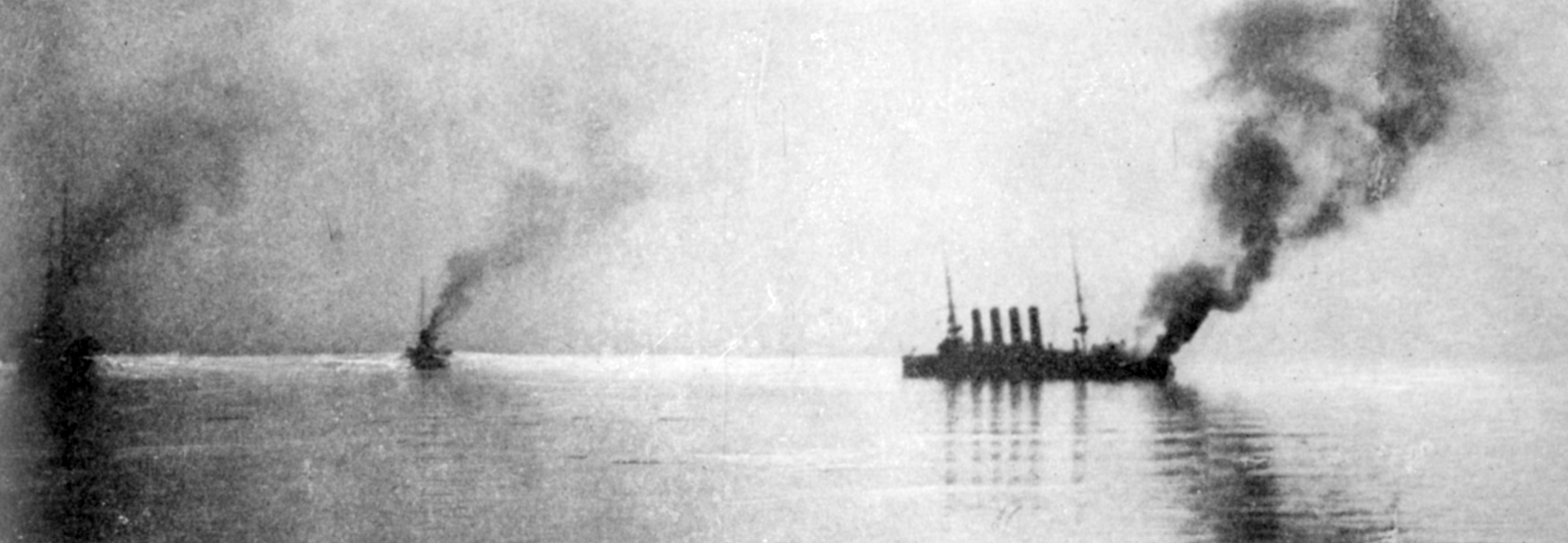
被弾炎上するヴァリャーグ
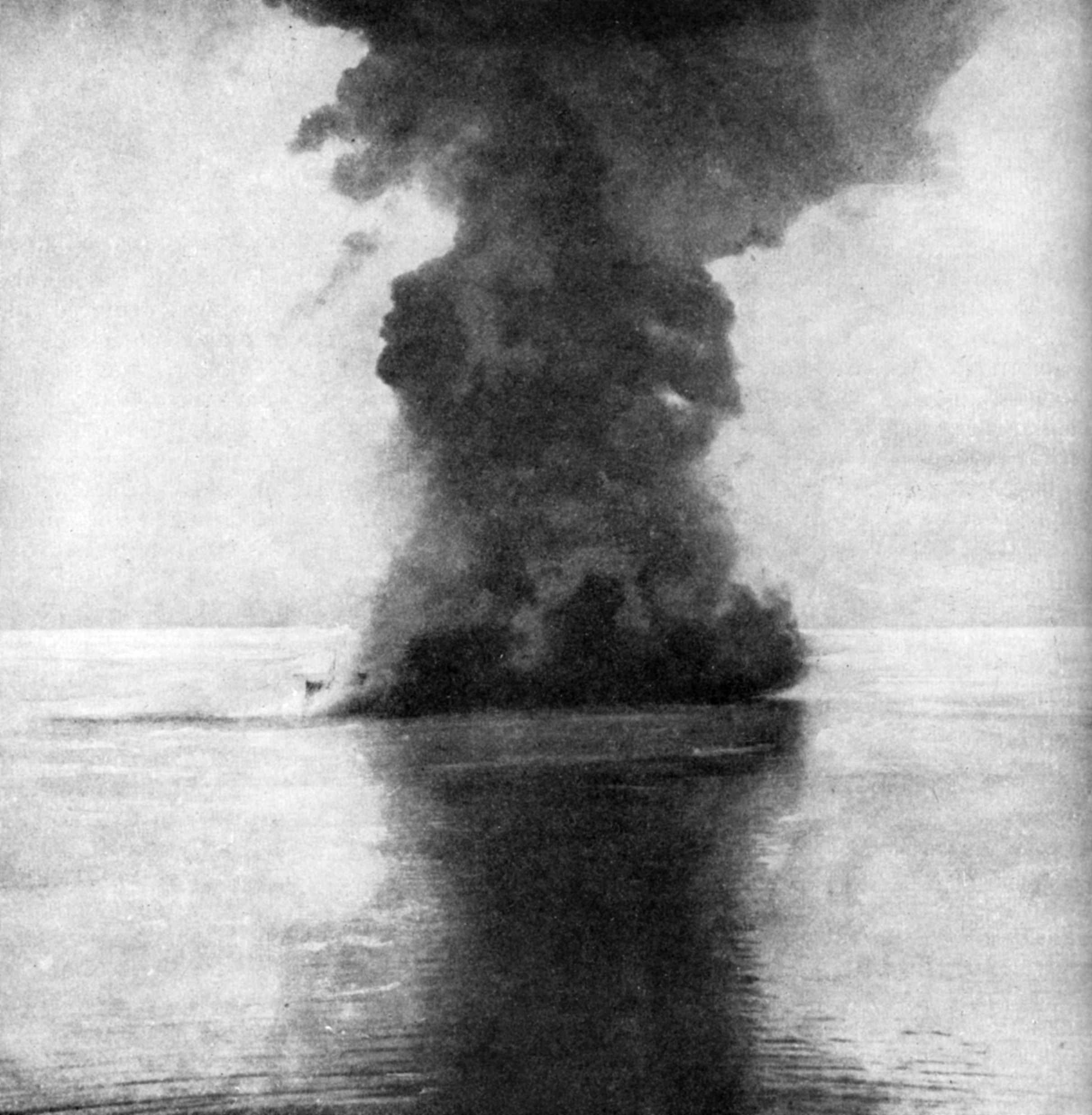
自爆するコレーエツ
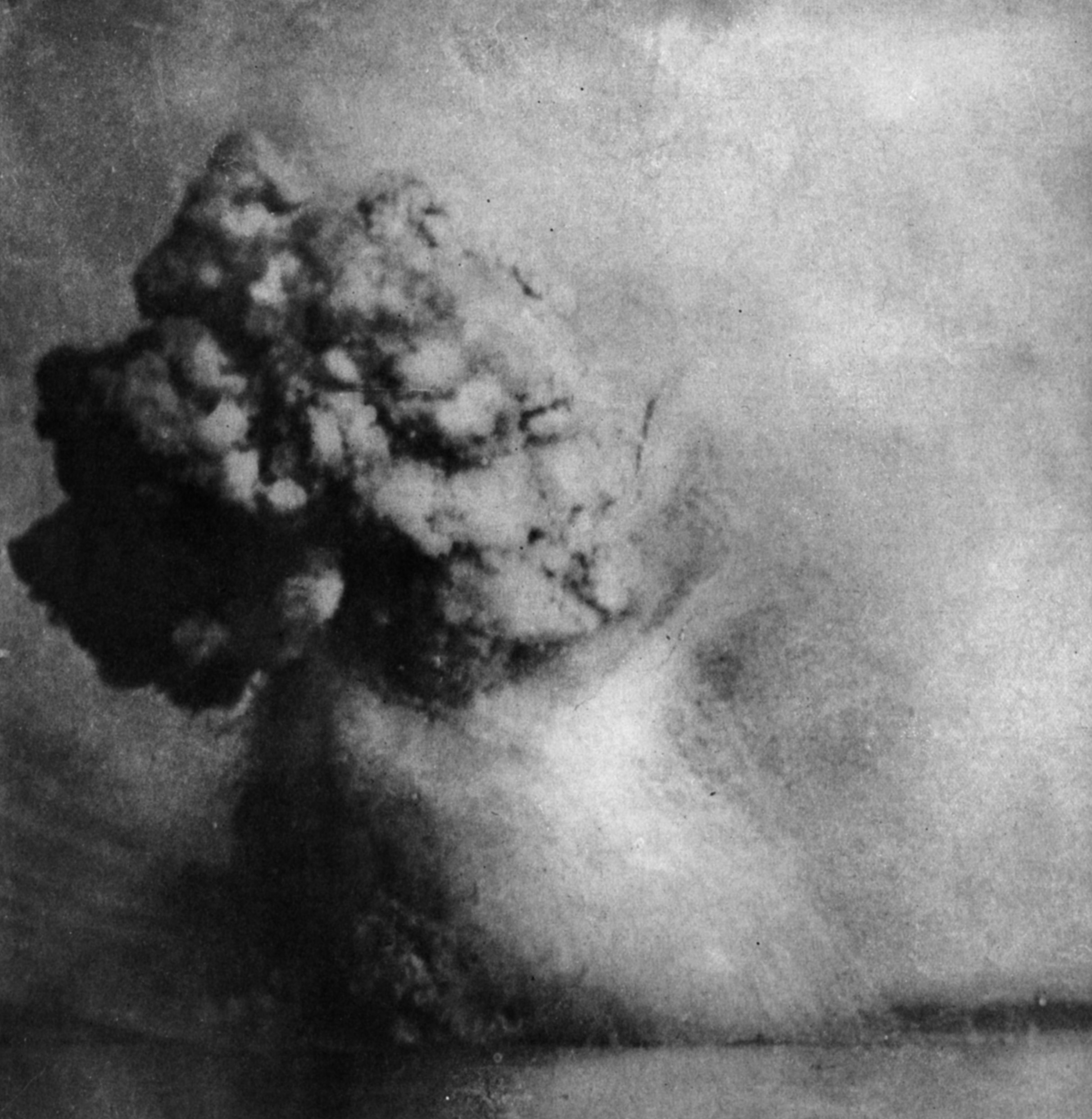
自爆するコレーエツ
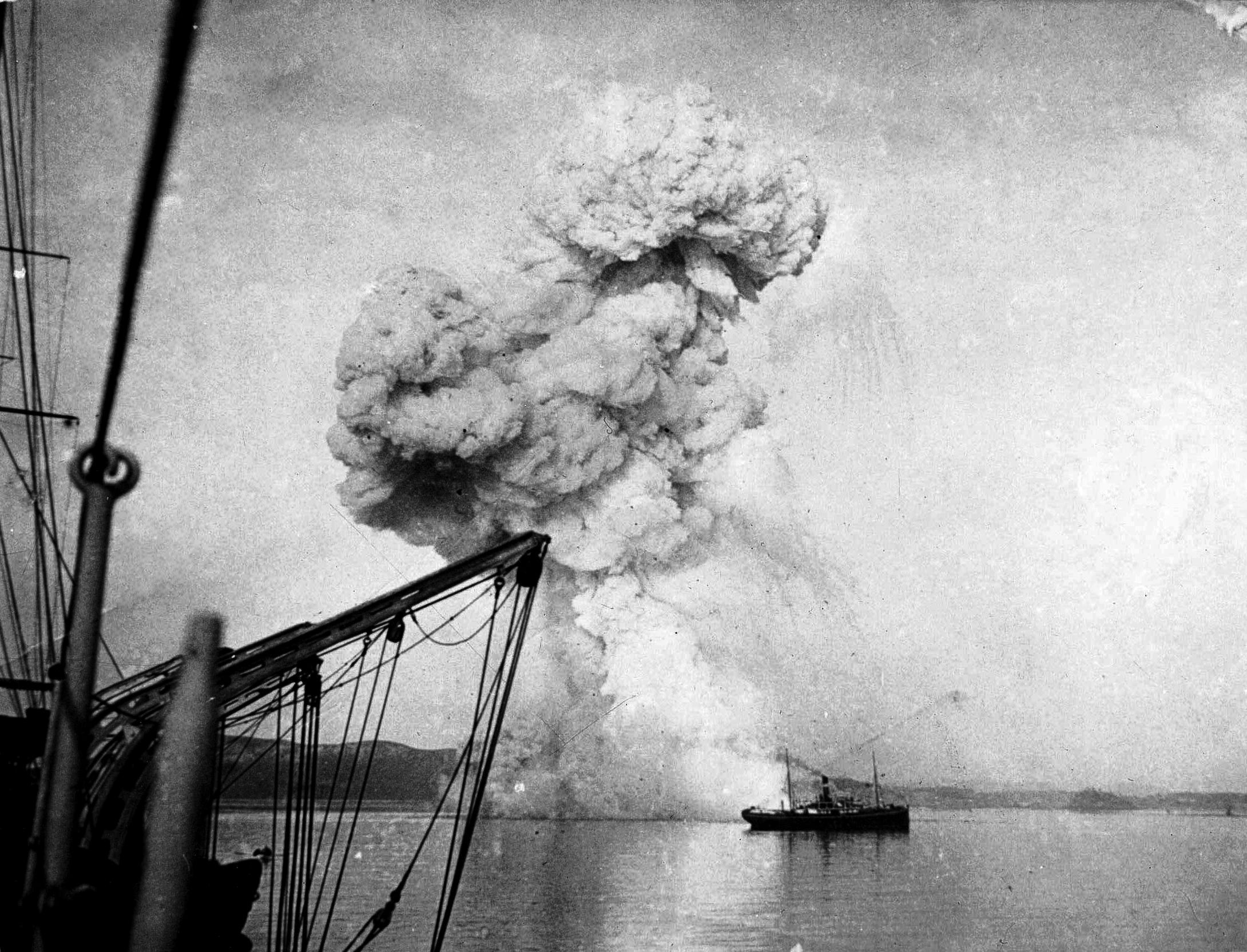
自爆するコレーエツ
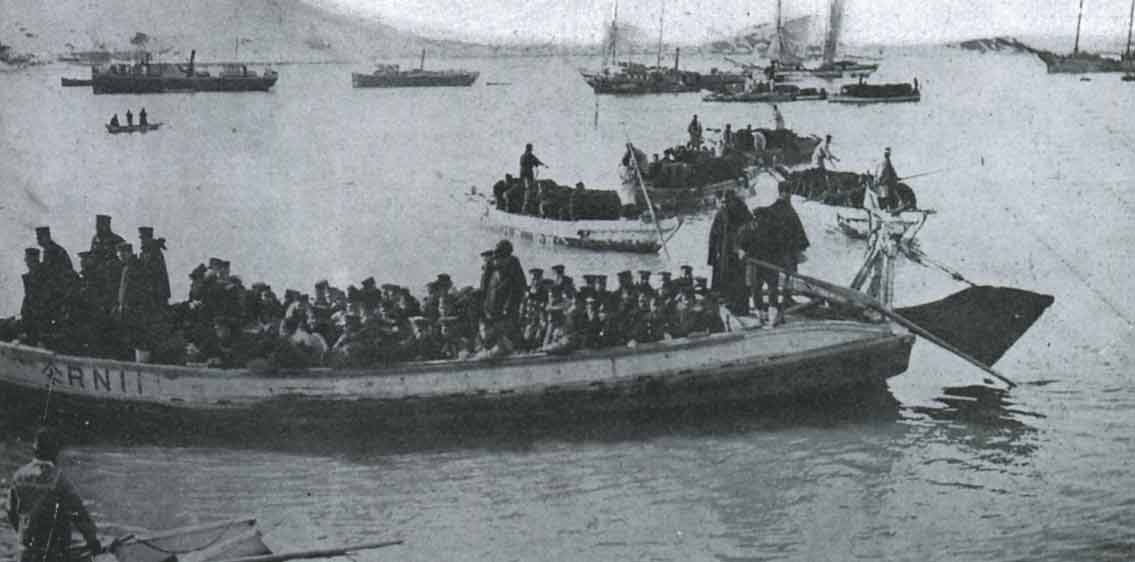
仁川に上陸する日本の水兵
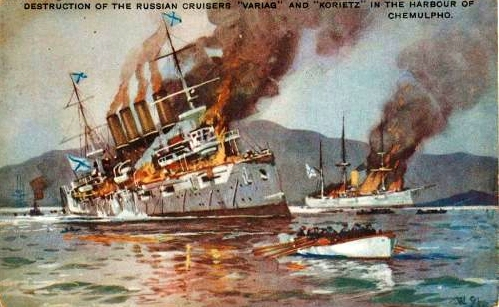
ポストカード
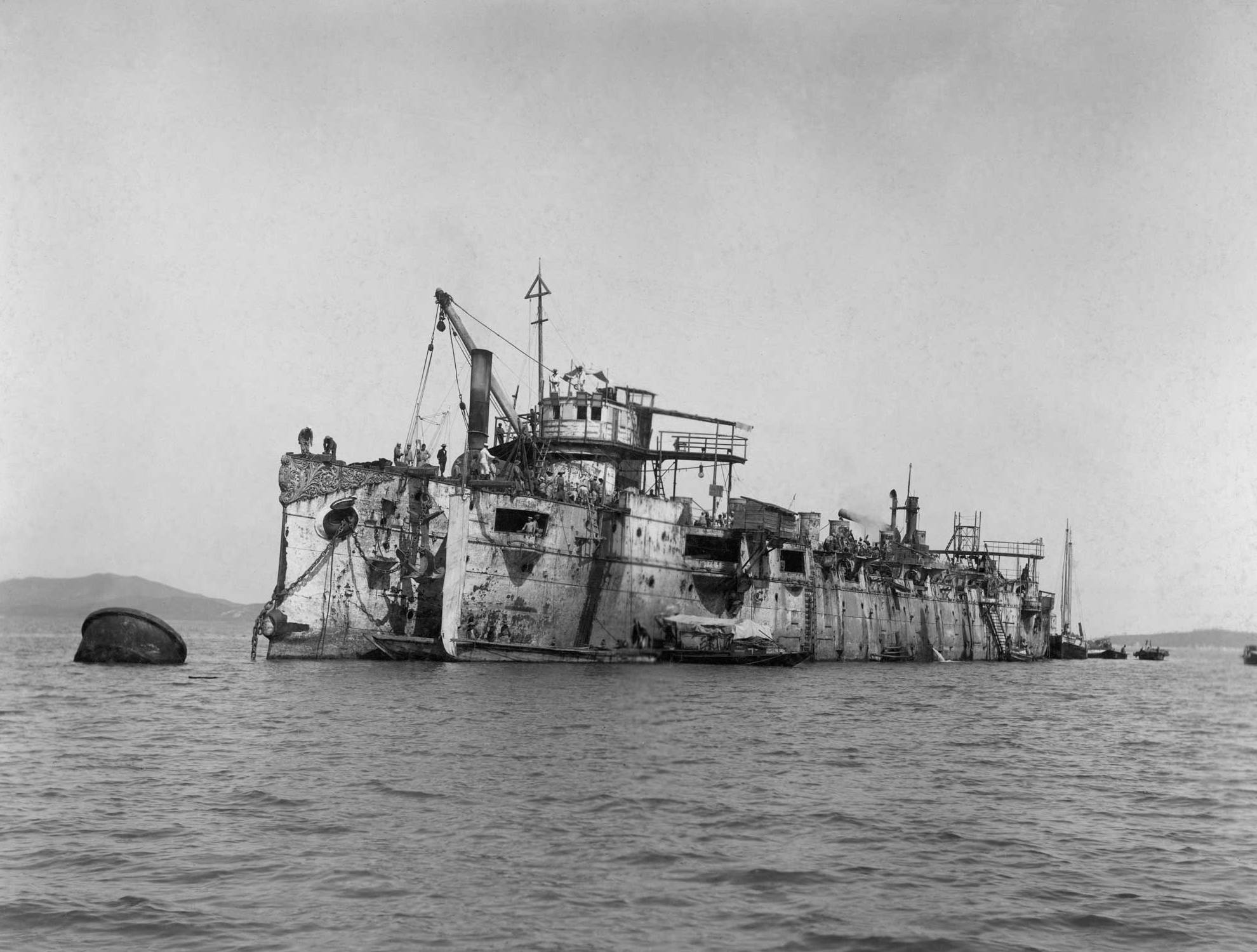
戦後の1905年8月8日に引き揚げられたヴァリャーグ